# Stolus albescens
Stolus albescens is een zeekomkommer uit de familie Phyllophoridae.
De wetenschappelijke naam van de soort werd in 1995 gepubliceerd door Yulin Liao.